# Suðurstreymoy
Suðurstreymoy (da: Søndre Strømø) er en region og tidligere valgkreds (valdømi) ved lagtingsvalg på Færøerne. Suðurstreymoy omfatter de sydlige delene af hovedøen Streymoy (hovedsagelig Thorshavnsområdet), Nólsoy, Hestur og Koltur. Regnet i antal stemmeberettigede og lagtingsmedlemmer på valg, var dette Færøernes største valgkreds. Ordningen med valgkredser blev afskaffet i 2008. Alle kommuner i Suðurstreymoy er i dag samlet i Thorshavn Kommune. Indenfor folkekirken er Færøerne delt op i prestagjald (prestagjøld i flertal). Streymoy deles op i Suðurstreymoyar eystara (Sydsteymoy øst), Suðurstreymoyar vestara (Sydsteymoy vest) og Norðstreymoyar (Nordstreymoy) prestagjald. Indenfor ældreområdet er Færøerne delt op i seks regioner eller geografiske områder (øki), Region 1 hedder Suðurstreymoy og svarer til Thorshavn Kommune.